# Xindian (köpinghuvudort i Kina, Heilongjiang Sheng, lat 45,92, long 127,83)
Xindian (kinesiska: 新甸, 新甸镇) är en köpinghuvudort i Kina. Den ligger i provinsen Heilongjiang, i den nordöstra delen av landet, omkring 94 kilometer öster om provinshuvudstaden Harbin. Antalet invånare är 23 529. Befolkningen består av 11 640 kvinnor och 11 889 män. Barn under 15 år utgör 13,0 %, vuxna 15-64 år 79 %, och äldre över 65 år 7,0 %.
Runt Xindian är det ganska tätbefolkat, med 144 invånare per kvadratkilometer. Närmaste större samhälle är Mulan, 16,6 km öster om Xindian. Trakten runt Xindian består till största delen av jordbruksmark.
Genomsnittlig årsnederbörd är 853 millimeter. Den regnigaste månaden är juli, med i genomsnitt 166 mm nederbörd, och den torraste är januari, med 10 mm nederbörd.